# Redoutable (U-Boot, 1931)
Die Redoutable (Kennung: Q 136) war ein U-Boot der französischen Marine und Typschiff der gleichnamigen Klasse, das von 1931 bis 1942 in Dienst stand.

## Geschichte
Die spätere Redoutable wurde am 1. Juli 1925 im Marinearsenal von Cherbourg auf Kiel gelegt. Der Stapellauf erfolgte am 24. Februar 1928 und die Indienststellung am 10. Juli 1931.
Das Boot wurde von der französischen Marine zu Beginn des Zweiten Weltkrieges eingesetzt. Nach dem Waffenstillstand zwischen Deutschland und Frankreich am 22. Juni 1940 stand die Redoutable unter der Kontrolle des deutschfreundlichen Vichy-Regimes.
Am 8. November 1942 landeten alliierte Streitkräfte im Rahmen der Operation Torch gegen sehr geringen Widerstand in Französisch-Nordafrika. Infolge dieser Operation marschierte die deutsche Wehrmacht auch in das bisher unbesetzte Südfrankreich ein. Die französische Marine reagierte auf den deutschen Einmarsch mit der Selbstversenkung. Große Teile der Flotte, wie auch die Redoutable, wurden am 27. November 1942 in Toulon von den eigenen Besatzungen versenkt.
Die italienische Marine hob das Wrack 1943, konnte es aber nicht mehr seeklar machen oder anderweitig nutzen. Bei einem alliierten Luftangriff am 11. März 1944 wurde das U-Boot zum zweiten Mal versenkt und endgültig zerstört.

## Erläuterungen und Referenzen
1. ↑  Erminio Bagnasco gibt in Uboote im 2. Weltkrieg für die die Kiellegung von Redoutable und Vengeur das Jahr 1924 an. Die im Text angegebenen Daten stammen aus dem uboat.net. Bei Stapellauf und Indienststellung sind sich beide Quellen einig.